# Konjugiertes Element
Algebraisch konjugiert nennt man Elemente eines Körpers, wenn sie bezüglich eines Unterkörpers dasselbe Minimalpolynom haben.

## Definition
Seien {\displaystyle L/K} eine Körpererweiterung und {\displaystyle K[x]} der Polynomring zu {\displaystyle K} mit der Unbestimmten {\displaystyle x}. Die Elemente {\displaystyle a,b\in L} seien algebraisch über {\displaystyle K}, das heißt, es existieren {\displaystyle 0\neq q(x),p(x)\in K[x]} mit {\displaystyle p(a)=q(b)=0}.
Dann heißen {\displaystyle a} und {\displaystyle b} algebraisch konjugiert über {\displaystyle K}, wenn
{\displaystyle a} und {\displaystyle b} dasselbe Minimalpolynom über {\displaystyle K} haben.
Ist der Zusammenhang klar, spricht man auch kürzer nur von „konjugiert“.

## Eigenschaften
- {\displaystyle a} und {\displaystyle b} sind genau dann konjugiert über dem Körper {\displaystyle K}, wenn für alle {\displaystyle p(x)\in K[x]} gilt, dass {\displaystyle p(a)=0\Leftrightarrow p(b)=0}.
- Sei {\displaystyle L/K} eine endliche Körpererweiterung mit {\displaystyle L=K(b)} für ein {\displaystyle b\in L\setminus K}. Dann sind {\displaystyle a,b\in L} genau dann konjugiert über dem Körper {\displaystyle K}, wenn es ein Element {\displaystyle \varphi } in der Galoisgruppe {\displaystyle \mathrm {Gal} (L/K)} gibt mit {\displaystyle \varphi (a)=b}.

## Beispiele
- Die komplexen Zahlen {\displaystyle i} und {\displaystyle -i} haben über {\displaystyle \mathbb {R} } beide das Minimalpolynom {\displaystyle \textstyle x^{2}+1} und sind daher algebraisch konjugiert über {\displaystyle \mathbb {R} }. Über {\displaystyle \mathbb {C} } haben sie natürlich die Minimalpolynome {\displaystyle x-i} bzw. {\displaystyle x+i} und sind nicht konjugiert.
- Allgemeiner gilt: Zwei komplexe Zahlen {\displaystyle a+bi} und {\displaystyle c+di} mit {\displaystyle b,d\neq 0} sind genau dann algebraisch konjugiert über {\displaystyle \mathbb {R} }, wenn sie durch komplexe Konjugation auseinander hervorgehen, also {\displaystyle a=c,b=-d} gilt. Das gemeinsame Minimalpolynom ist in diesem Fall {\displaystyle x^{2}-2ax+a^{2}+b^{2}}.
- Die Goldene Zahl {\displaystyle \Phi } und ihr negativer Kehrwert sind konjugiert über dem Körper {\displaystyle \mathbb {Q} }. Sie sind Lösungen des Minimalpolynoms {\displaystyle \textstyle x^{2}-x-1}.
- Die zu {\displaystyle x_{1}={\sqrt {2}}+{\sqrt {3}}} algebraisch Konjugierten erhält man wie folgt: Aus

{\displaystyle x_{1}^{2}=5+2{\sqrt {6}}}, {\displaystyle \quad x_{1}^{3}=11{\sqrt {2}}+9{\sqrt {3}}\quad } und {\displaystyle \quad x_{1}^{4}=49+20{\sqrt {6}}}
ergibt sich das Minimalpolynom
{\displaystyle x^{4}-10x^{2}+1=\left(x^{2}-5\right)^{2}-24}.
Durch zweifaches Wurzelziehen erhält man, zusammen mit der Beziehung {\displaystyle 5\pm 2{\sqrt {6}}=({\sqrt {2}}\pm {\sqrt {3}})^{2}}, die weiteren Nullstellen:
{\displaystyle x_{2}={\sqrt {2}}-{\sqrt {3}}},{\displaystyle \quad x_{3}=-{\sqrt {2}}+{\sqrt {3}}},{\displaystyle \quad x_{4}=-{\sqrt {2}}-{\sqrt {3}}}.